# いすみ鉄道いすみ350型気動車
いすみ鉄道いすみ350型気動車（いすみてつどういすみ350がたきどうしゃ）は、いすみ鉄道が2013年（平成25年）2月1日に営業運転を開始した気動車（ディーゼル動車）である。いすみ300型と同様に鳥塚亮社長のブログで導入が発表された。

## 導入経緯
本形式は、開業時から運用されてきたいすみ200'型が老朽化したことから、その代替として2013年から導入した軽快気動車で、同時期に導入されたいすみ300型がクロスシート・トイレ付であるのに対し、ロングシート・トイレなしで2両（351, 352）が製造された。
いすみ鉄道は従来から「ムーミン列車」の運転を行ったり、元日本国有鉄道（国鉄）のキハ52形・キハ28形を譲り受けて運転したりして観光客の利用促進を行ってきたが、これらと並んだ際に見栄えの良い車両とすることを目指した。
いすみ鉄道社長（当時）の鳥塚亮は、かつてキハ52形を製造した新潟トランシス（旧・新潟鐵工所）に対し、いすみ300型をベースにキハ52形風の外観とする設計変更を提案した。何度もの交渉や試行錯誤を経て製造が決定し、完成したのが本形式である。結果として、この車両のデザインは鳥塚の意向が反映されたものとなった。
2015年（平成27年）には本形式と同様の外観ながら、イベントに対応するためいすみ300型同様のトイレ付き・クロスシートとしたキハ20 1303を導入した。このため、同車両はいすみ300型に分類される。

## 車両構造
エンジン・台車などの走行機器はいすみ300型と同一のNDCであるが、車体は上記のように国鉄キハ52形に似せた外観としており、前面窓・貫通扉・前照灯・尾灯の形状と配置、屋根部の色などをキハ52形などのキハ20系気動車に似せている。側面窓の配置もいすみ300型と異なっている。
車内はバリアフリー対応として車椅子スペースとスロープ、イベント列車としての使用に備え座席前に簡易テーブルを固定できる設備と簡易手洗い器を設けている。
なお、351と352では、前照灯のケースに差異が見られる。